# Baidu IME
Baidu IME（バイドゥ アイエムイー）は、中国のバイドゥが開発した日本語入力システム（IME）。2009年12月16日にBaidu Typeの名称でベータ版が公開され、2010年5月11日に正式版が公開された。その後、2011年3月8日のリニューアルに際して現名称に変更している。

## 概要
バイドゥが検索エンジン開発で得た知見であるWebページなどの情報を元にした統計的言語モデルを用いて開発された日本語入力システム。サービスコンセプトは、ベータ版公開当初の「日本語が、もっと楽しくなる」から、現在では、よりカスタマイズ性を強調した「わたしスタイルIME」に変更している。

## 機能
Webページの情報を元にして開発されていることから、有名人や話題のキーワードの変換や、顔文字の入力、予測変換機能、入力学習機能に強い点が当初からの特徴。また、「スキン」と呼ばれる文字入力スペースのデザインを切り替えて見た目を変更したり、用途に応じたオプション辞書を備え、利用者はカスタマイズして使用できる。リニューアル後は画面キャプチャ機能が搭載されている。公式サイトでは、以下の特徴が紹介されている。
- 話題のワード入力
- 顔文字入力
- 学習機能・予測変換
- スキンのきせかえ
- 選べる入力スタイル
- 個性的なオプション辞書
- スクリーンショット機能
- アスキーアート入力

## 開発の経緯
検索エンジンサービスを提供するバイドゥは、検索と親和性のある新サービスを検討していた。その際に、日本語入力システム開発のアイデアが浮上。携帯電話と比してPCの日本語入力システムは物足りないと考えていた同社プロダクト事業部スタッフの課題意識がそれと結びつき、2009年初頭から企画開始。同年夏から開発に移る。

## ログ情報送信
かつて、「ユーザーが入力した情報については、暗号化してバイドゥのサーバーに送信される」と利用ガイドラインに明記されていた。同社は公式スタッフブログで現在は、初期設定では送信しないように修正されていると2009年12月に発表していた。
しかし2013年（平成25年）12月、初期設定でパソコンに打ち込まれた、ほぼ全ての情報を利用者に無断で外部に送信していることが指摘された。内閣官房情報セキュリティセンターや文部科学省は「重要情報漏洩の可能性は否定できない」として、中央省庁や国立大学法人、独立行政法人や研究機関など約140機関に使用停止を要請した。
情報セキュリティ会社、ネットエージェントなどの調査によると、初期設定ではパソコンの情報を外部に送信しないと表示しているが、実際にはパソコン固有のID、利用しているコンピュータソフトウェアの名前と、利用者がパソコンで打ち込んだほぼ全ての情報を、同社のサーバに送信していたという。この挙動は、マルウェアの一種であるキーロガーに相当する。また、百度のスマートフォン向け日本語入力ソフト「Simeji （シメジ）」も、同様の情報の送信を行っていることが確認された。ネットエージェントの杉浦隆幸社長は「入力情報とパソコンのIDを一緒に送信し、利用者のことを詳しく分析することが出来る。企業秘密の情報などが百度に漏れるおそれもあり、注意が必要だ」と述べている。
本ソフトは、別のフリーソフトとバンドルされて配布されることがある他、一部海外メーカーなどのパソコンには、プリインストールされている。複数の業務用パソコンから、本ソフトが見つかった福島県庁の調査では、パソコンを使用していた職員は、インストールに気がつかなかったと証言している。別のフリーソフトをダウンロードした際、ユーザーの許可無く勝手にインストールされたと見られる。
上記の問題に対しバイドゥは2013年12月27日、Baidu IMEについて「ソフトウェア利用規約によりユーザーに事前許諾をいただき、また、クラウド変換のON/OFF設定も可能となっており、無断送信はしていない」とし、Simejiについては「インストール時にご案内する利用規約へ同意をいただいているが、クラウド変換がOFFに設定した状態でも、クラウドサービスにアクセスする不具合があり、昨日時点で修正バージョンをリリース済みである」旨コメントした。また、送信される情報のうち、半角入力は送信されていなかった。

## 主な更新履歴
- 2009年
  - 12月16日 Baidu Type ベータ版公開。
  - 12月21日 Windows Vista, 7に対応[14]。
- 2010年
  - 2月5日 カナ英語変換機能を追加[15]。
  - 3月25日 単語登録機能を追加[16]。
  - 4月21日 オプション辞書機能を追加[17]。
  - 5月10日 Baidu Type 正式版公開[18]。
  - 7月22日 スキンプレビュー機能と辞書インポート機能を追加[19]。
  - 8月25日 手書き入力機能搭載、言語バーへの格納が可能に[20]。
- 2011年
  - 3月8日 Baidu IMEへ名称変更。画面キャプチャ機能が追加され、64bit版のWindows Vista/7に対応した[21]。
  - 4月12日 ユーザー辞書へ登録できる文字数が倍増。画面キャプチャ機能の強化[22]。
  - 7月27日 レビュープラス機能の追加、予測変換が可能に[23]。
  - 11月24日 予測機能の強化、オプション辞書の自動更新、クラウド入力機能搭載、顔文字の注釈機能搭載、変換候補設定機能の搭載[24]。
- 2012年
  - 8月25日 新規インストール時に既存IMEのユーザー辞書を自動で取り込むことが可能に。Firefoxとの互換性の改善[25]。
  - 12月19日 Baidu IME for Windows 8 ベータ版をアップデート。
- 2013年
  - 10月10日 バージョン3.5にてWindows 8正式対応
  - 12月16日 IMEのクラウド入力機能によるログ情報送信の問題が報道される。
  - 12月30日 上記問題を修正した修正版3.5.2.9公開。
- 2015年
  - 12月26日　バージョン3.6にてWindows 10正式対応